# Cvetnić Brdo
Cvetnić Brdo is een plaats in de gemeente Pokupsko in de Kroatische provincie Zagreb. De plaats telt 36 inwoners (2001).